# Bernhard Leitinger
Bernhard Leitinger (* 6. April 1990) ist ein ehemaliger österreichischer Biathlet.
Bernhard Leitinger vom SC St. Martin bei Lofer gab 2006 sein internationales Debüt bei den Junioren-Weltmeisterschaften im Biathlon in Presque Isle, wo er 31. des Einzels, 35. des Sprints und 47. der Verfolgung wurde. Ein Jahr später kam er in Martell auf die Plätze 36 im Einzel, 23 im Sprint und 29 im Verfolgungsrennen. Auch 2008 in Ruhpolding kam er zum Einsatz und wurde 15. im Einzel, 28. im Sprintrennen, 40. der Verfolgung und 13. im Staffelrennen. Die Welttitelkämpfe in Canmore wurden 2009 zu Leitingers vierten Junioren-Weltmeisterschaften. In Kanada erreichte er die Ränge elf im Sprint – es war zugleich seine beste Einzelleistung bei einer Junioren-WM –, 23 im Sprint, 26 in der Verfolgung und wurde Siebter mit der Staffel. 2010 startete der Österreicher in Torsby, wo er auf den Plätzen 60 im Einzel, 17 im Sprint und 25 in der Verfolgung einkam und mit Albert Herzog, Christian Kitzbichler und Michael Hörl als Viertplatzierter im Staffelrennen knapp eine Medaille verpasste. Zudem startete er bei den Juniorenrennen der Biathlon-Europameisterschaften 2010 in Otepää. Nach einem 13. Platz im Sprint, Rang 33 in der Verfolgung und Platz vier im Einzel wurde er für das Staffelrennen im Männerbereich eingesetzt. Zum sechsten Mal nahm Leitinger in Nové Město na Moravě an einer Junioren-WM teil und gehört damit zu den wenigen Biathleten, die öfter als fünf Mal an Junioren-Weltmeisterschaften teilnahmen. Mit den Rängen 25 im Einzel, 22 im Sprint und 15 in der Verfolgung sowie als Sechster im Staffelrennen verabschiedete er sich mit guten Leistungen aus dem Juniorenbereich.
Leitinger bestritt in der Saison 2009/10 seine ersten Rennen im IBU-Cup. In seinem ersten Sprintrennen in Idre wurde er 38. und gewann damit auch seine ersten Punkte. Bestes Resultat wurde ein 33. Platz zum Auftakt der Saison 2010/11 im Sprint von Beitostølen. Erster Einsatz bei einem Großereignis war der Start im Staffelrennen der Europameisterschaften 2010. Mit Julian Eberhard, Michael Hörl und Sven Grossegger kam er auf den neunten Platz. Bei den Österreichischen Meisterschaften des Jahres in Hochfilzen gewann er mit Michael Hauser und Grossegger als Salzburg II die Bronzemedaille im Staffelwettbewerb. Zum Finale der Saison 2011/12 erreichte Leitinger bei einem Sprint und einem Verfolger in Altenberg mit dritten Rängen erste Podiumsplatzierungen im IBU-Cup.
Im Jänner 2011 begann Leitinger seine vierjährige Ausbildung als Polizeispitzensportler bei der Bundespolizei, die er 2014 abschloss.
2019 erklärte er sein Karriereende. Er ist seit 2024 mit der Biathletin Julia Schwaiger verheiratet.